# نوسان‌سازی بسامد پایین

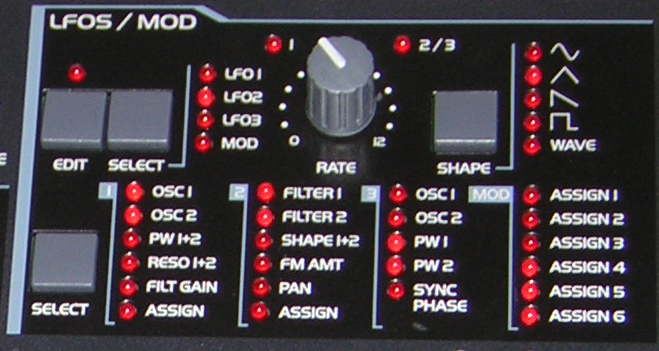
بخش ال‌اف‌او در یک سینث‌سایزر سری اکسس وایرس C

نوسان‌سازی بسامد پایین (انگلیسی: Low-frequency oscillation؛ با نام اختصاری ال‌اف‌او (انگلیسی: LFO)) یک بسامد الکترونیک است که معمولاً زیر ۲۰ هرتز بوده و یک ضربان یا زدایش ریتمیک ایجاد می‌کند. این بسامد برای تعدیل تجهیزات موسیقی مانند سینث‌سایزرها برای ایجاد جلوه‌های صوتی مانند ویبراتو، ترمولو و فیزینگ استفاده می‌شود.

## کاربردها
ال‌اف‌او را می‌توان به‌عنوان مثال برای کنترل بسامد نوسان‌ساز صوتی، فاز آن، پانینگ استریو، بسامد فیلتر یا تقویت هدایت کرد. هنگامی که یک ال‌اف‌او برای کنترل گام هدایت می‌شود، باعث ایجاد ویبراتو می‌شود. هنگامی که یک ال‌اف‌او دامنه (حجم) را تعدیل می‌کند، منجر به تولید لرزش می‌شود. در اکثر سینث‌سایزرها و ماژول‌های صدا، ال‌اف‌اوها دارای چندین پارامتر قابل کنترل هستند که اغلب شامل انواع شکل‌موج‌های مختلف، کنترل نرخ، گزینه‌های هدایت (همان‌طور که در بالا توضیح داده شد)، یک ویژگی همگام‌سازی سرعت، و گزینه‌ای برای کنترل میزان تعدیل سیگنال صوتی توسط ال‌اف‌او است. ال‌اف‌اوها همچنین می‌توانند تجمیع شوند و بر روی بسامدهای مختلف تنظیم شوند تا شکل‌موج‌های دارای حرکت آهسته‌ای را ایجاد کنند که به‌طور مداوم در حال تغییر هستند، و هنگامی که به پارامترهای متعدد یک صدا مرتبط می‌شوند، می‌توانند این تصور را ایجاد کنند که صدا «زنده» است.
موسیقی‌دانان الکترونیک از ال‌اف‌او در زمینه‌های مختلفی استفاده می‌کنند. آن‌ها ممکن است برای افزودن ویبراتو یا ترمولوی ساده به یک ملودی، یا برای کاربردهای پیچیده‌تر مانند فعال کردن لفاف‌های گیت، یا کنترل سرعت آرپژ از این ویژگی استفاده کنند.

## در فرهنگ عامه
گروه موسیقی الکترونیک بریتانیایی ال‌اف‌او نام خود را مستقیماً از نوسان‌ساز بسامد پایین گرفته‌است.